# Этимологический словарь украинского языка
Этимологический словарь украинского языка (укр. Етимологі́чний словни́к украї́нської мо́ви) — словарь, раскрывающий этимологию — происхождение и историю семантики слов украинского языка. Предоставляет расширенный словарный материал по каждой словарной статье, указывает соответствия украинских корней и словоформ в иных славянских и индоевропейских языках.
Словарь издается при поддержке и финансировании Института языкознания имени А. А. Потебни НАН Украины.
Главные редакторы:
- 1982—1997 — А. С. Мельничук, доктор филологических наук, профессор, член-корреспондент АН СССР, академик НАН Украины.
- 1997-

Составители:
- Т. Б. Лукинова
- Г. П. Пивторак
- А. Д. Пономарев
- В. Г. Скляренко
- О. Б. Ткаченко и другие

Выходит в печать с 1982 года в издательстве «Наукова думка». По состоянию на 2012 год из запланированных 7 томов вышло 6:
- первый том (А—Г) — 1982. — 631 с.
- второй том (Д—Копці) — 1985. — 569 c.
- третий том (Кор—М) — 1989. — 549 с. — ISBN 5-12-001263-9 (в опр.)
- четвёртый том (Н—П) — 2004. — 652 с. — ISBN 966-00-0590-3
- пятый том (Р—Т) — 2006. — 704 с. — ISBN 966-00-0785-X
- шестой том (У—Я) — 2012. — 568 с. — ISBN 978-966-00-0197-8
- седьмой том (указатели) — в работе.

Этот фундаментальный словарь, является наибольшим по объёму и одним из лучших этимологических словарей украинского языка. Он предоставляет этимологию и характеризует состояние этимологической проработки всех зафиксированных в XIX—XX веках слов украинского языка и его диалектов за исключением регулярно создаваемых производных форм, устаревших слов и узкоспециализированных терминов иноязычного происхождения. Рассматриваются также этнонимы и имена собственные людей, распространенные на Украине.